# Nuova Irlanda
La Nuova Irlanda (New Ireland in inglese, Niu Ailan in tok pisin, e Neu-Mecklenburg in tedesco) è un'isola vulcanica dell'oceano Pacifico, localizzata a nord-est dell'isola della Nuova Guinea.
È parte dell'arcipelago di Bismarck in Papua Nuova Guinea, e costituisce la maggior parte della Provincia della Nuova Irlanda.

## Cultura e arte
Tre sono le tipologie artistiche dominanti: il malanggan a nord, i kulap a sud e gli uli al centro.

I malanggan sono statuette utilizzate per la commemorazione dei morti, la cui figura principale è il sole con gli animali totemici; i kulap sono raffigurazioni cilindriche di creta eseguiti su ordinazione da artisti locali; gli uli invece sono statue di legno variamente colorate.

Variegata la produzione di maschere policrome, tra le quali spicca la tatanua, ossia l'anima più importante posseduta dagli individui. Tra gli oggetti di uso comune vi è il kapkap, pettorale di conchiglia con intarsi di tartaruga.

La società segreta dei Dukduk produce una maschera tutta particolare, di forma conica caratterizzata da due grandi occhi. Numerose sono anche le maschere utilizzate per i riti di iniziazione e funebri.